# كوكال أخضر
كوكال أخضر (الاسم العلمي:Centropus viridis) (بالإنجليزية: Philippine Coucal)‏ هو نوع من الطيور يتبع جنس الكوكال من فصيلة طيور الوقواق.